# جستجو با چند گام
الگوریتم N-Step-SC ( که به صورت N-Step LOOK نیز ارجاع داده می‌شود ) یک الگوریتم زمان بندی است که حرکت آرم و هد دیسک در درخواست‌های خواندن و نوشتن را طی سرویس دهی تعیین می‌کند. این الگوریتم صف داده‌های درخواست را به زیر صف داده‌های طولی N بخش بخش می‌کند. شکستن صف داده ها به اجزائی از درخواست‌های N موجب امکان‌پذیری ضمانت سرویس دهی می‌شود. درخواست‌های بعدی که در حال وارد شدن به صف داده‌های درخواست هستند تحت فشار نخواهند گذاشت زیر صف داده‌های اندازه گرفته شده N که قبلاً با الگوریتم آسانسور پر شده هستند. بنا بر این کمبود حذف خواهد شد و ضمانت سرویس دهی میان درخواست‌ها امکان‌پذیر خواهد شد. روش دیگ برای نگاه کردن به الگوریتم N-Step-SCAN این چنین است: یک بافر برای درخواست‌های N نگه داشته می‌شود. تمام درخواست‌ها در این بافر در هر دو روش مخصوص سرویس دهی می‌شود. تمام درخواست‌های نزدیک شدن در این دوره به این بافر اضافه نخواهند شد اما در بافر مجزائی نگه داشته می‌شوند. هنگامی که این درخواست‌های بالای N سرویس دهی می‌شوند برنامه ریز IO درخواست‌های N بعدی را انتخاب می‌کند و فرایند ادامه می یابد. این موضوع اجازه ظرفیت پذیرش بهتر را می دهد. و از کمبود دوری و اجتناب می گردد.

## تحلیل الگوریتم
N-Step-SCAN مطابق F-SCAN از چسبانکی آرم جلوگیری می‌کند ولی SSTF، SCAN و C-SCAN از چسبانکی آرم نمی‌تواند جلوگیری کنند.
متغیرهای دیگر شامل موارد زیر می‌شوند : 
- الگوریتم SCAN –Elevator
- F-SCAN
- LOOK ( و C-LOOK )